# Lista över svenska skolfartyg

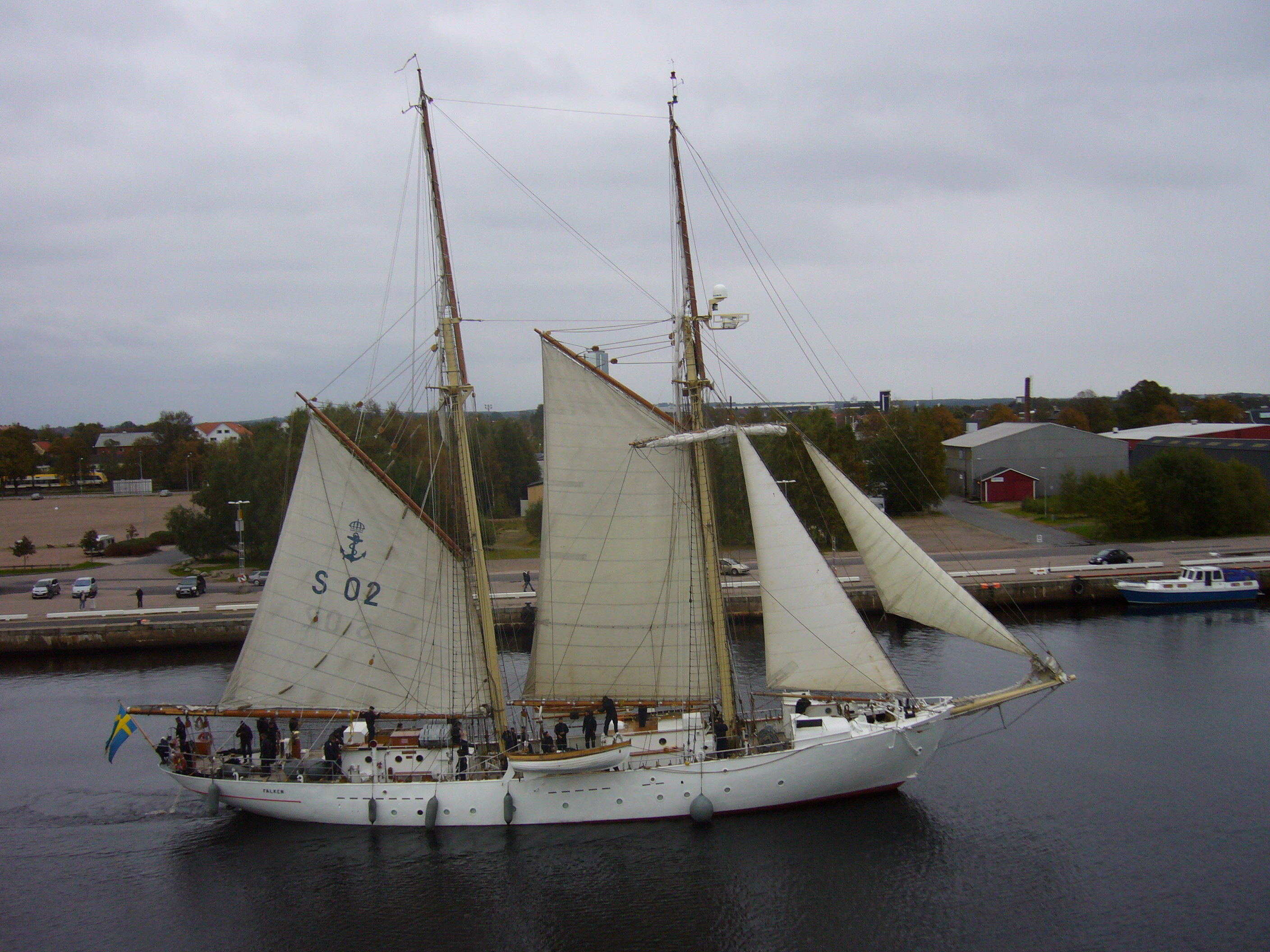
Skolfartyget under segel ut ur Halmstads hamn.

Detta är en lista över svenska skol- och övningsfartyg.

## Operativa
Skonerter
- HMS Gladan (S01) (1946)
- HMS Falken (S02) (1947)

Altair-klass (2007-2009)
- HMS Altair (A501) (2007)
- HMS Antares (A502) (2009)
- HMS Arcturus (A503) (2009)
- HMS Argo (A504) (2009)
- HMS Astrea (A505) (2010)

## Utrangerade
- HMS Gladan (1857)
- HMS af Chapman (1888)
- HMS Najaden (1897)
- HMS Jarramas (1900)
- HMS Viksten (M33) (1974)
- HMS M20 (1941)
- HMS M21 (1941)
- HMS M22 (1941)
- HMS M24 (1941)
- HMS M25 (1941)
- HMS M26 (1941)